# Mesogastrura coeca
Mesogastrura coeca är en urinsektsart som beskrevs av Cassagnau 1959. Mesogastrura coeca ingår i släktet Mesogastrura och familjen Hypogastruridae. Inga underarter finns listade i Catalogue of Life.